# Sègre (département)
Pour les articles homonymes, voir Segre.
1812–1813
Entités précédentes :
- * Royaume d'Espagne de Joseph Bonaparte
- Principauté d'Andorre

Entités suivantes :
- Département de Sègre-Ter

Le département du Sègre est un ancien département français, situé sur l'actuel territoire de l'Espagne et de la Catalogne et sur celui de l'Andorre, dont le chef-lieu est la ville de Puigcerdà.

## Histoire
Le département est créé le 26 janvier 1812, lors de l'annexion de la Catalogne par l'Empire français et comprend également le territoire de la principauté d'Andorre. Il reçoit le nom de la rivière Sègre, un affluent de l'Èbre. Il est divisé en trois arrondissements dont les chefs-lieux sont les villes de Puigcerda, Talarn et Solsona.
Après un peu plus d'un an d'existence, le département est supprimé et fusionné avec celui voisin du Ter pour former le département du Sègre-Ter le 7 mars 1813.

## Préfet
| Période      | Période | Identité                                  | Fonction précédente                                        | Observation |
| ------------ | ------- | ----------------------------------------- | ---------------------------------------------------------- | --- |
| février 1812 | 1813    | Jean Louis Rieul de Viefville des Essarts | Auditeur au Conseil d'État Sous-préfet d'Orange (Vaucluse) | Préfet de la Mayenne (1813) Refuse la préfecture de Maine-et-Loire (Cent-Jours) Préfet du Mont-Blanc (Cent-Jours) |